# China Massagli
La China Massagli è un amaro italiano prodotto tipico di Lucca.

## Storia
Il termine "Massagli" deriva dalla antica farmacia dove il liquore fu prodotto sin dal 1855, che si trova tuttora in Piazza San Michele a Lucca. La "China Massagli" infatti ha qualità terapeutiche tali da essere presente nella Farmacopea Ufficiale e viene venduto nelle farmacie come elisir medicinale. Pare infatti che il dottor Pasquale Massagli, antico titolare della farmacia omonima, curò con il suo preparato una epidemia di malaria diffusasi in città a metà Ottocento.

## Preparazione
Si tratta di un liquore dal colore ambrato scuro e dal gusto di erbe delicatamente amarognolo.
La ricetta prevede una lunga macerazione di radici ed erbe aromatiche quali cannella, noce moscata e chiodi di garofano. In particolare vi è la presenza della corteccia della "china" o Cinchona, ovvero della Cinchona officinalis una pianta andina dalla quale si ricava anche il chinino.